# Joseph T. McNarney
Joseph Taggart McNarney (ur. 28 sierpnia 1893 w Emporium, Pensylwania, zm. 1 lutego 1972 w La Jolla) – generał Armii Stanów Zjednoczonych.

## Życiorys
Jego ojciec był prokuratorem. Ukończył uczelnię wojskową West Point. Podczas I wojny światowej służył w United States Army Air Service. Brał udział w II wojnie światowej. A po jej zakończeniu, od 26 listopada 1945 był dowódcą United States European Command (gubernator amerykańskiej strefy w okupowanych Niemczech) do 5 stycznia 1947 oraz do 14 marca 1947
Został pochowany na cmentarzu Forest Lawn Memorial Park w Glendale.
Jego żoną była Helen Wahrenberger (1894-1975).

## Odznaczenia
- Legia Zasługi
- Medal Sił Lądowych za Wybitną Służbę
- Medal Marynarki Wojennej za Wybitną Służbę
- Order Łaźni
- Legia Honorowa
- Order Świętych Maurycego i Łazarza
- Order Białego Orła (Serbia)
- Krzyż Wojenny 1914–1918 (Francja)
- Order Leopolda (Belgia)
- Order Odrodzenia Polski II klasy (Polska)
- Order Virtuti Militari II klasy (1946, Polska)[1]